# Elezioni parlamentari in Madagascar del 2024
Le elezioni parlamentari in Madagascar del 2024 si sono tenute il 29 maggio per il rinnovo dell'Assemblea nazionale, la camera bassa del parlamento del paese.
Nonostante in un primo momento sembrasse, da un rapporto preliminare della Commissione elettorale, che il partito in carica, il Tanora Malagasy Vonona (TGV) del Presidente in carica Andry Rajoelina, avesse di poco mancato la maggioranza assoluta dei seggi a favore dell’ingresso di alcune formazioni minori, i risultati definitivi, seppur in alcuni casi un po’ opachi, hanno infine mostrato come le elezioni siano state caratterizzate dalla riconferma del partito al governo, il quale, con un leggero aumento di seggi, ha così mantenuto la propria maggioranza parlamentare.

## Sistema elettorale
Per le elezioni parlamentari, la legge elettorale malgascia prevede l’applicazione, nonostante la modalità di voto sia unica, di un fattuale sistema elettorale misto parallelo, per via del diverso peso delle circoscrizioni elettorali. In tal senso, dunque:
- 77 seggi sono eletti, in altrettanti collegi uninominali, tramite il sistema uninominale secco;
- I restanti 86 seggi, invece, sono eletti in 43 collegi plurinominali (di due seggi ciascuno) tramite un sistema proporzionale a lista chiusa di partito. Le preferenze, quindi, sono successivamente tradotte in seggio secondo il metodo del quoziente e dei più alti resti.[9]

## Risultati
| Tanora Malagasy Vonona (TGV)                | 2 184 887  | 41,75 | 84  |  |  |  |
| Firaisankina (FIR)                          | 779 500    | 14,90 | 22  |  |  |  |
| Fiovana Ivoaran'ny eny Ifotony (FIVOI)      | 125 431    | 2,40  | 4   |  |  |  |
| Kôlektifa an'ny Malagasy (KOL)              | 103 144    | 1,97  | 1   |  |  |  |
| Partito Verde del Madagascar (AMHM/PVHM)    | 34 932     | 0,67  | 1   |  |  |  |
| Gruppo dei Giovani Malgasci Patrioti (GJMP) | 17 708     | 0,34  | 1   |  |  |  |
| Indipendenti (IND)                          | 1 965 687  | 37,56 | 50  |  |  |  |
| Altri (<0,10%)                              | 22 002     | 0,42  | –   |  |  |  |
| Totale                                      | 5 233 291  | 100   | 163 |  |  |  |
|                                             |            |       |     |  |  |  |
| Voti non validi                             | 176 206    | 3,26  |     |  |  |  |
| Votanti                                     | 5 409 497  | 46,78 |     |  |  |  |
| Elettori                                    | 11 564 089 |       |     |  |  |  |